# Промышленное колесо
Промы́шленное колесо́ — колесо малых размеров (до 500 мм) с грузоподъёмностью от 10 кг до 20000 кг, изготовленное из высококачественных материалов, является запасной сменной частью для приборов и передвижного оборудования и позволяет работать при различных нагрузках, в агрессивных средах и перепадах температур.
В промышленности используют колёса и ролики при эксплуатации гидравлических тележек и штабелеров, для ремонтного оборудования и обслуживания погрузчиков, самолетов, торгового оборудования, в лабораторном и медицинском оборудовании, пищевом и кухонном оборудовании.

## Строение промышленного колеса
Промышленные колёса производятся из нескольких частей :
1. шина — контактный слой;
2. диск — основание колеса;
3. подшипник;
4. кронштейн.

Характер шин, тип диска, а также различные виды подшипников определяют характеристики колес и отражаются на их грузоподъемности, сопротивлении качению и комфортабельности движения.

### Шина
В зависимости от состава контактного слоя колеса, различают:
- колёса пневматические — для перемещения лёгких грузов на грубом покрытии;
- колёса из литой резины — для долговечной работы на разных типах поверхностей и нагрузок до 500 кг;
- колёса из полиуретана — для долговечной работы при перемещения грузов на ровном покрытии, нагрузок до 7000 кг и более;
- колёса из полиамида — для нагрузок до 1000 кг и использовании в диапазоне температур от −40 до +120;
- термостойкие колёса — для использования при высоких и низких температурах от −100˚С до +400˚С и производятся из алюминия, чугуна, фенольных смол.

### Диск
Диск, или основание колеса производится из отдельных материалов, в зависимости от условий работы оборудования:
- Полиамидный — применяется на различном лабораторном, технологическом и строительном оборудовании, в передвижном медицинском оборудовании, в пищевых и промышленных цехах, в строительной индустрии, химических производствах, подъемных механизмах и различном транспортном оборудовании с весом до 1000 кг, а также при температурах от −40 до +120˚С.
- Полипропиленовый — применяется на передвижных изделиях предприятий общественного питания, на медицинском оборудовании, в легкой промышленности с небольшой грузоподъемностью.
- Алюминиевый — применяется на различных видах складской, строительной и подъемно-транспортной технике при нагрузке до 1000 кг, в печах и холодильниках при температурах от −40 до +400˚С.
- Чугунный — применяется для передвижения станков и различных механизмов, грузов до 7000 кг и более, в печах и холодильниках при температурах от −100 до +500˚С. При высоких нагрузках используется два диска.
- Стальной — применяется для передвижения станков и различных механизмов при нагрузке до 7000 кг.
- Фенольный — для применения в пекарнях с нагрузкой до 350 кг, а также в печах и холодильниках при температурах от −40 до +300˚С.

### Подшипник
При производстве промышленных колес используют три вида подшипников:
1. Подшипники скольжения — используются на низких скоростях при нечастом передвижении. Не требуют ухода, устойчивы к коррозии.
2. Роликовые подшипники — применяются на транспортном оборудовании при невысокой нагрузке.
3. Шариковые подшипники — используются при больших нагрузках.

Используются, главным образом, в технически более совершенных роликах транспортного оборудования и большегрузных колесах и роликах.

### Кронштейн
Кронштейны бывают сварными, или изготовленные прессованием из листовой стали, оцинкованные либо окрашенные, а также из нержавеющей стали, армированной пластмассы. Для колес большой грузоподъемности производят усиленные кронштейны из толстостенной прессованной стали, или особо прочные сварные кронштейны из стали.
По виду движения кронштейны для промышленных колёс разделяют:
- поворотные
- неповоротные

Поворотные колеса оборачиваются вокруг своей оси, повышая маневренность. Двойной тормоз блокирует поворотное движение колеса и поворотное движение кронштейна. Неповоротные колеса жестко фиксированные, поэтому не могут поворачиваться вокруг своей оси, обеспечивая стабильное направление движения. Поворотные колеса чаще являются направляющими.

## Виды промышленных колёс
В зависимости от области применения и особенностей строения колеса подразделяются:
- Аппаратные колеса.
- Большегрузные колеса.
- Термостойкие колеса.
- Специальные колеса — колёса для строительных лесов, колёса для передвижения по лестнице.
- Колеса для машиностроения.